# Paul Roux (boxe anglaise)
Pour les articles homonymes, voir Paul Roux (homonymie) et Roux.
Paul Roux, né le 16 octobre 1933 à Saint-Quentin et mort le 6 juin 2016 à Saint-Quentin, est un boxeur français . Paul Roux a deux fils, boxeurs. Jean-Paul, qui a disputé les championnats de France des super-welters en 1988 et 1989, et Thierry qui a été quart de finaliste aux championnats du monde amateurs.

## Biographie
Dans les années 1960, il habite dans le quartier Maison-Blanche à Reims où vit aussi Robert Gallois. Sociétaire du Ring Régional de Champagne, il est entraîné par Marcel Dalsheimer, sa carrière de boxeur professionnel, entamée en 1957, est marquée par un titre de champion de France des poids mi-lourds remporté à trois reprises en 1959, face à Charles Colin, 1964 et 1965. Paul Roux a pour organisateur une femme « Madame Odette »[Qui ?], qui tenait le café des Halles.
En 1959, il s'impose à Rome face à Rocco Mazzola (it).
En février 1961, à Dortmund, le match pour le titre européen est gagné par Erich Schöppner (de), arrêt sur blessure au 13e round. Décision controversée, au 12e round, l’allemand avait les arcades ouvertes et l’arbitre aurait pu ou dû arrêter le combat, car l’allemand faisait comme s’il abandonnait. Geste que ne devait pas comprendre l’arbitre, car dans la reprise suivante, Paul Roux avait des blessures à une oreille et à un bras si bien que cette fois, le directeur du combat renvoyait Roux dans son coin, estimant qu’il ne pouvait plus poursuivre le combat . En juin 1961, il s'impose face à Peter Müller (de).